# Landbrugsproduktionskooperativ
Landbrugsproduktionskooperativet (tysk: Landwirtschaftliche Produktionsgenossenschaft LPG) var den kooperative sammenslutning af landmænd og deres produktionsmidler og andre ansatte til den kollektive landbrugsproduktion i DDR (Østtyskland), hvilket stadig var delvist frivilligt i begyndelsen af 1952 og senere ufrivilligt på grund af tvangskollektivisering.

## Ideologien bag
Kollektiviseringen og industrialiseringen af landbruget var en af socialismens grundlæggende ideer.
| Citat                                                                                                 | "Vi vil bryde de store godsejeres herredømme, ekspropriere deres jord uden erstatning og overdrage den til de fattige bønder, skabe sovjetejendomme med de mest moderne maskiner, gøre landproletariatets arbejdsvilkår lige så gode som byernes arbejderklasses og inddrage mange millioner arbejdende bønder i opbygningen af socialismen." | Citat |
| - Programerklæring fra KPD's CK for det tyske folks nationale og sociale befrielse af 24. august 1930 | |       |

Dannelsen af LPG var til dels en konsekvens af jordreformen i den sovjetiske besættelseszone. Med en regulær størrelse på seks hektar var de nye landmandsstillinger, der blev dannet i løbet af jordreformen, ofte for små til at kunne drives effektivt. De nye landmænd manglede ofte landbrugserfaring og det tekniske udstyr.

### Fundering af LPG
den 8. juni 1952 grundlagde bønder fra Merxleben nær Bad Langensalza det første landbrugsproduktionskooperativ i DDR med godkendelse af SED's centralkomité. På partikonference i juli 1952 holdt dets formand Ernst Großmann en tale som delegeret, som Walter Ulbricht roste. SED besluttede derefter at oprette flere kooperativer.
LPG'erne blev oprettet på et stiftende møde, skulle vedtage en statut baseret på den lovligt foreskrevne modelstatut og blev bekræftet af statslige organer. Ikke kun landmænd med egne gårde kunne blive medlemmer af en LPG, men også landarbejdere og andre borgere.
I første omgang blev der dannet tre forskellige typer LPG (type I, type II og type III). Afhængigt af typen bragte bønderne deres agerjord (I), deres maskiner (II) og hele gården med kvæg, maskiner og bygninger (III) ind i andelsforeningen. Landmændene skulle også indbringe kontanter (inventarbidrag). Type III LPG'er var oprindeligt sjældne på grund af mangel på tilstrækkeligt store stalde. Mange LPG'er skiftede først senere fra Type I eller II til den nu dominerende Type III, ofte under pres fra partiet og staten.
Især i slutningen af 1950'erne blev der lagt et stigende økonomisk og psykologisk pres på landmændene for at tilslutte sig en af de, for det meste uøkonomiske LPG'er. De enkelte bedrifter var systematisk dårligt stillet, når det gjaldt udlejning af maskiner fra Maskinudlejningsstationerne (MAS), senere Maskintraktorstationer (MTS), således at afgiftsmålet, pligten til at levere en vis mængde landbrugsprodukter, blev stadig mere svært at møde. Talrige bønder er efter II. Partikonference for SED fra 1952 til opførelsen af Muren i 1961 flygtet fra DDR for ikke at skulle blive medlem af en LPG. Deres gårde blev oprindeligt drevet af de lokale statsfarme (ÖLB) og blev senere integreret i LPG'en, efter at jorden var blevet eksproprieret.

### Tvangskollektivisering i 1960 og yderligere udvikling
I foråret 1960 blev kollektiviseringen af landbruget tvangsfuldendt med en kampagne fra SED, det såkaldte socialistiske forår på landet. Fra dette tidspunkt var der, bortset fra undtagelser som Marienhöhe-gården næppe nogen enkelte landmænd. Den 25. april 1961 annoncerede Walter Ulbricht "fuld kollektivisering". Fra denne tvangskollektivisering var omkring 20 % af DDR-befolkningen berørt.
Fra midten af 1960'erne blev samarbejdet mellem LPG'erne fremmet med det formål at øge koncentrationen og specialiseringen af produktionen. Dette førte til adskillige fusioner af LPG, hvoraf antallet faldt fra 19.313 til 9.009 mellem 1960 og 1970. I slutningen af disse omvæltninger kom Kooperativen Abteilungen Pflanzenproduktion (KAP) i begyndelsen af 1970'erne. I disse blev markdriften af flere LPG drevet samlet, således at "restgårdene", som de undertiden blev kaldt, stort set kun forblev husdyrbrug. I midten af 1970'erne pressede SED på for omdannelsen af KAP til LPG-afgrødeproduktion (LPG (P)) og VEG (P). Den administrative adskillelse af husdyrhold og markdyrkning, som kom til udtryk ved dannelsen af afgrødeproduktionsselskaber, førte til øgede transport- og administrationsomkostninger og var meget kontroversiel blandt landmændene. Selvom specialiseringen svarede til generelle tendenser i de vestlige lande, var den overdrevet, så brugene nogle gange havde uoverskuelig størrelse, som hele distrikter. I lyset af dette foretog SED under Werner Felfe i begyndelsen af 1980'erne foreløbige kurskorrektioner til landbrugspolitikken.

## Medlemskab og økonomiske forhold
Andels- og jordlovgivningen var reguleret inden for LPG-lovens særlige juridiske område. Jorden indbragt af bønderne forblev deres ejendom, dog med vidtrækkende restriktioner for salget. LPG'en havde en juridisk garanteret omfattende ret til at bruge landbrugsjorden. Landbrugsbygninger, inventar og skovområder blev LPG'ens ejendom.
LPG'en fungerede som et juridisk uafhængigt selskab. LPG-medlemmerne modtog, for så vidt de arbejdede for LPG'en, en resultatløn og en overskudsandel, som var indeholdt i årets udbetaling. Landmænd, der indbragte landbrugsjord, fik også en arealrelateret overskudsandel, den såkaldte jordandel.
LPG blev formelt forvaltet demokratisk. Modelvedtægten foreskrev, at bestyrelsen og vigtige sager om LPG skulle afgøres på en generalforsamling. SED og statsorganerne havde dog stor indflydelse på beslutningerne, så de meget indflydelsesrige formænd blev ofte udpeget udefra efter SED-partiordre. Arbejdet i LPG var organiseret gennem brigader og afdelinger. LPG-medlemmerne var juridisk forpligtet til at afsætte alt deres arbejde til LPG. Ifølge modelvedtægten var det at forlade en LPG eller tage arbejde uden for LPG afhængigt af godkendelsen af LPG'ens generalforsamling og blev anset for at være politisk uønsket. Det var således ikke nemt for medlemmerne at forlade LPG'en, da de øvrige medlemmer gjorde indsigelse.
De fleste af LPG-vedtægter foreskrev, at andelsbønderne kunne drive en lille mængde " individuel husholdning " ud over deres arbejde i LPG. Hvert medlem havde ret til 0,5 hektar jord, hvorpå han indtil 1977 kun måtte holde husdyr i begrænset antal.

## Weblinks
- Lov om landbrugsproduktionskooperativer af 3. juni 1959. Law Gazette of the German Democratic Republic 1959 s. 577. vererfassungn.de, hentet den 27. februar 2021.
- Lov om landbrugsproduktionskooperativer - LPG-lov af 2. juli 1982. Law Gazette of the German Democratic Republic 1982 s. 443. vererfassungn.de, hentet den 27. februar 2021.
- Landbrugsproduktionskooperativ, forkortet. LPG Meyers nye leksikon, 2., fuldstændig omarbejdet. Udgave i 18 bind, bind 8, Leipzig 1974, s. 351-353. DDR-History.de, hentet den 27. februar 2021.
- 60 år siden: Lov om landbrugsproduktionskooperativer i DDR bpb, 29. maj 2019.

## Film
- Manipuleret balance - LPG Scandal Farmers kæmper for deres rettigheder, en film af Jan N. Lorenzen og Lutz Hofmann, MDR Fernsehen 2016.